# Ignace Bessi Dogbo
Ignace Bessi Dogbo (Niangon-Adjamé, 17 agosto 1961) è un cardinale e arcivescovo cattolico ivoriano, dal 20 maggio 2024 arcivescovo metropolita di Abidjan.

## Biografia
Ignace Bessi Dogbo è nato il 17 agosto 1961 a Niangon-Adjamé, comune urbano di Yopougon ed arcidiocesi di Abidjan (oggi nella diocesi di Yopougon), nella parte sud-orientale della Repubblica della Costa d'Avorio.

### Formazione e ministero sacerdotale
Dopo aver compiuto gli studi primari, ha deciso di seguire la vocazione al sacerdozio, iscrivendosi quindi in seminario. Al termine del percorso, ha ricevuto l'ordinazione sacerdotale il 2 agosto 1987 per imposizione delle mani di Laurent Akran Mandjo, vescovo di Yopougon; si è incardinato come presbitero della medesima diocesi.
Dopo aver svolto il ministero pastorale in parrocchia per due anni, nel 1989 si è trasferito a Roma, in Italia, dove ha studiato presso il Pontificio Istituto Biblico conseguendo la licenza in esegesi quattro anni dopo. Tornato in patria nel 1993, è stato direttore diocesano delle Pontificie Opere Missionarie per un biennio.
Nel 1995 è stato nominato vicario generale della diocesi e nel 1997 è divenuto parroco della parrocchia della cattedrale di Sant'Andrea a Yopougon; è stato anche professore di lingue bibliche nel seminario maggiore "San Paolo" di Abadjin Kouté ed assistente spirituale diocesano dei "Jeunes Étudiants Chrétiens" (JEC), tutti incarichi svolti fino alla promozione all'episcopato.

### Ministero episcopale
Il 19 marzo 2004 papa Giovanni Paolo II lo ha nominato vescovo di Katiola; è succeduto a Marie-Daniel Dadiet, contestualmente promosso alla sede metropolitana di Korhogo. Ha ricevuto la consacrazione episcopale il 4 luglio successivo, nella cattedrale di Sant'Andrea a Yopougon, per imposizione delle mani di Laurent Akran Mandjo, vescovo di Yopougon che già lo aveva ordinato sacerdote, assistito dai co-consacranti Jean-Marie Kélétigui, vescovo emerito di Katiola, e Joseph Yapo Aké, vescovo titolare di Castello di Tatroporto ed ausiliare di Abidjan. Ha preso possesso della diocesi durante una cerimonia svoltasi nella cattedrale di Santa Giovanna d'Arco a Katiola il 10 luglio seguente.
Il 31 marzo 2006 si è recato in Vaticano, assieme agli altri membri dell'episcopato ivoriano, per la visita ad limina apostolorum, allo scopo di discutere con il pontefice della situazione e dei problemi relativi alla sua diocesi.
Il 18 settembre del 2014 ha compiuto una seconda la visita ad limina.
Dal 4 al 25 ottobre 2015 ha preso parte come rappresentante eletto dall'episcopato ivoriano alla XIV assemblea generale ordinaria del Sinodo dei vescovi, svoltasi nella Città del Vaticano, con tema La vocazione e la missione della famiglia nella Chiesa e nel mondo contemporaneo.
Il 12 ottobre 2017 è stato nominato amministratore apostolico di Korhogo dopo le dimissioni per motivi di salute dell'arcivescovo Marie-Daniel Dadiet. Il 3 gennaio 2021 papa Francesco lo ha promosso arcivescovo metropolita della medesima sede, della quale ha preso possesso durante una cerimonia svoltasi nella cattedrale di San Giovanni Battista a Korhogo il 14 febbraio seguente.
Dal 21 maggio 2017 al 4 giugno 2023 è stato presidente della Conferenza dei vescovi cattolici della Costa d'Avorio.
Il 20 maggio 2024 il papa lo ha trasferito alla sede metropolitana di Abidjan; è succeduto al cardinale Jean-Pierre Kutwa, dimissionario per raggiunti limiti d'età. Ha preso possesso dell'arcidiocesi il 3 agosto seguente.

### Cardinalato
Il 6 ottobre 2024 papa Francesco, al termine dell'Angelus domenicale, ne ha annunciato la creazione a cardinale nel concistoro del 7 dicembre successivo, dove ha ricevuto il titolo di Santi Mario e Compagni Martiri, del quale ha preso possesso il 14 giugno 2025.
L'11 gennaio 2025 è stato nominato membro del Dicastero per la dottrina della fede.
Il 7 e 8 maggio 2025 ha partecipato come cardinale elettore al conclave che ha portato all'elezione di papa Leone XIV.

## Genealogia episcopale e successione apostolica
La genealogia episcopale è:
- Cardinale Scipione Rebiba
- Cardinale Giulio Antonio Santori
- Cardinale Girolamo Bernerio, O.P.
- Arcivescovo Galeazzo Sanvitale
- Cardinale Ludovico Ludovisi
- Cardinale Luigi Caetani
- Cardinale Ulderico Carpegna
- Cardinale Paluzzo Paluzzi Altieri degli Albertoni
- Papa Benedetto XIII
- Papa Benedetto XIV
- Papa Clemente XIII
- Cardinale Bernardino Giraud
- Cardinale Alessandro Mattei
- Cardinale Pietro Francesco Galleffi
- Cardinale Filippo de Angelis
- Cardinale Amilcare Malagola
- Cardinale Giovanni Tacci Porcelli
- Papa Giovanni XXIII
- Cardinale Bernard Yago
- Vescovo Laurent Akran Mandjo
- Cardinale Ignace Bessi Dogbo

La successione apostolica è:
- Vescovo Alain Clément Amiézi (2022)
- Arcivescovo Armand Koné (2025)